# ط
ط（ター, طاء）はアラビア文字の16番目に位置する文字。咽頭化または軟口蓋化された無声歯茎破裂音（/ᵵ/ または /tˁ/）を表す。

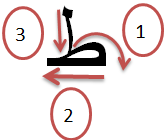
単独形の筆順

フェニキア文字から受け継がれた文字の一つで、ヘブライ文字の ט に対応し、発音は異なるがギリシャ文字の Θ とも対応している。元は「車輪（إطار）」の形であった。

## 符号位置
| 文字 | Unicode | JIS X 0213 | 文字参照        | 名称 |
| ---- | ------- | ---------- | --------------- | ---- |
| ط    | U+0637  | ‐          | &#x637; &#1591; | ター |